# Ašinskij rajon
L'Ašinskij rajon (in russo Ашинский район?) è un rajon dell'Oblast' di Čeljabinsk, nella Siberia occidentale; il capoluogo è Aša.